# Discothyrea berlita
Discothyrea berlita é uma espécie de formiga do gênero Discothyrea, pertencente à subfamília Proceratiinae.